# Višňová (Příbrami járás)
Višňová település Csehországban, a Příbrami járásban. Višňová Ouběnice, Obory, Nečín, Milín, Háje, Dubenec, Příbram, Dolní Hbity, Jablonná és Drásov településekkel határos. Lakosainak száma 709 fő (2024. január 1.).

## Népesség
A település lakosságának változását az alábbi diagram mutatja:
| Lakosok száma | 562  | 599  | 577  | 514  | 500  | 595  | 667  | 671  | 662  | 709  |
|               | 1869 | 1890 | 1921 | 1950 | 1980 | 2001 | 2017 | 2019 | 2022 | 2024 |